# Гипердиффузионизм

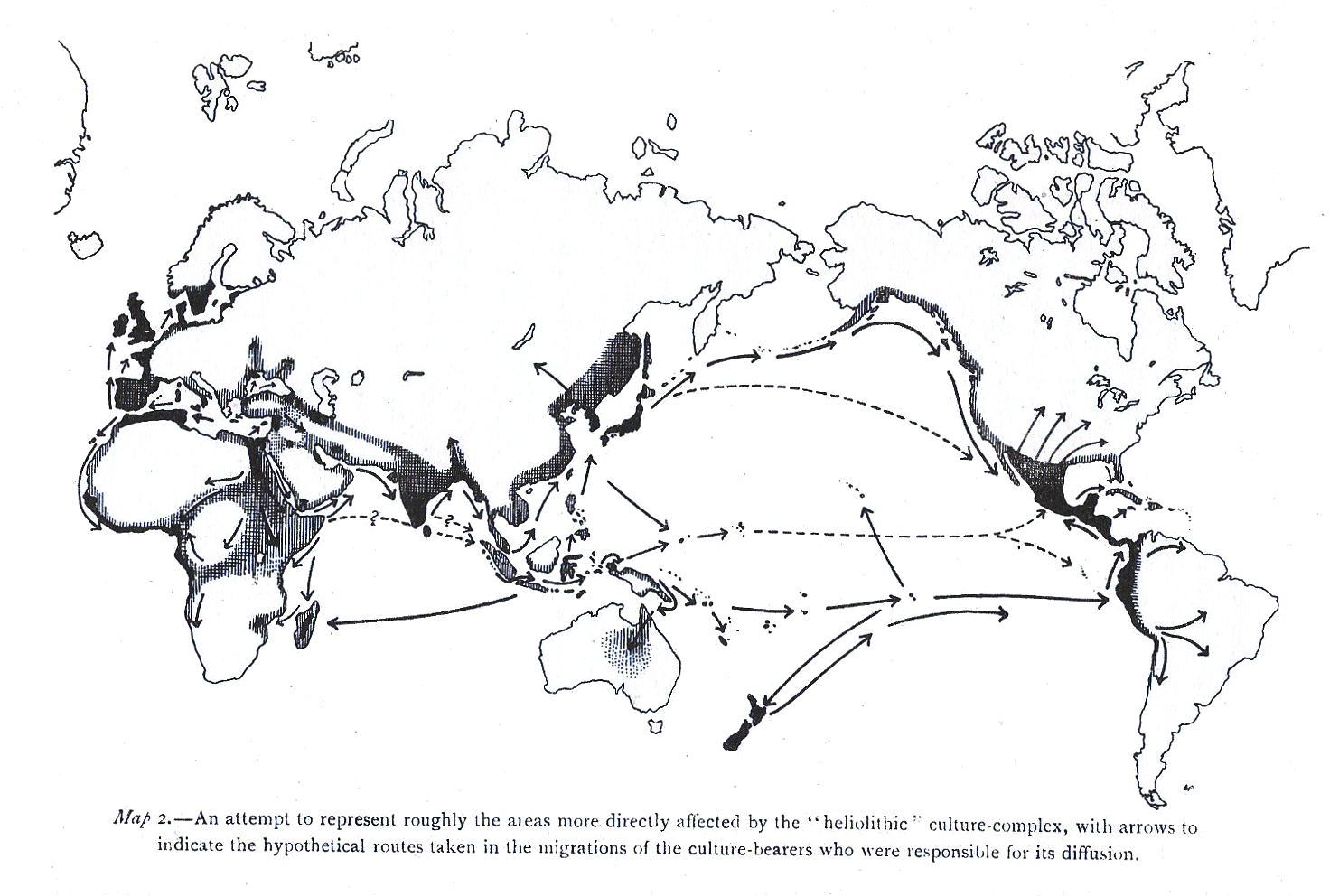
Карта культурного диффузионизма из Египта, составленная в 1929 году Графтоном Эллиотом Смитом

Гипердиффузиони́зм — совокупность гипотез и теорий, согласно которым одна цивилизация или один народ является творцом всех выдающихся или важных вещей, которые затем были заимствованы менее развитыми цивилизациями и народами. Таким образом, все великие цивилизации, которые имеют сходные культурные достижения, вроде пирамид, происходят от одного древнего народа. Аргументами гипердиффузионизма могут служить религиозные практики, культурные технологии и забытые древние цивилизации.
Гипердиффузионизм отличается от транскультурного диффузионизма по многим признакам, одним из которых является труднодоказуемость утверждений, которые нередко бывают псевдонаучными. Кроме того, в отличие от транскультурного диффузионизма, гипердиффузионизм не использует торговые или культурные связи для объяснения расширения общества в пределах одной культуры. Вместо этого гипердиффузионисты утверждают, что все основные крупнейшие нововведения и общества произошли из одной (обычно забытой) древней цивилизации. Так, обнаруженные в Аризоне туксонские артефакты связывают с Древним Римом и «римлянами, которые пришли через Атлантику, а затем по суше в Аризону» на том основании, что они имеют внешнее сходство с настоящими древнеримскими артефактами.
Если в начале XX века гипердиффузионистские и диффузионистские взгляды имели хождение в авторитетных кругах (так, Эдуард Мейер был сторонником панвавилонизма, а Герберт Уэллс — «гелиолитической» працивилизации), то в наше время представлены исключительно в маргинальных неакадемических направлениях исследований.

## Некоторые ключевые сторонники

### Чарльз Хэпгуд
В своей книге «Карты морских царей: доказательство развитой цивилизации в ледниковом периоде» (англ. Maps of the Ancient Sea Kings: Evidence of Advanced Civilization in the Ice Age) Чарльз Хэпгуд пришёл к выводу о том, что древние территориальные образования стали основой для гипердиффузионизма и распыления «подлинной культуры». Эти культуры провозглашаются Хэпгудом более развитыми, чем Древняя Греция и Древний Египет, поскольку являются основой для всех культур мира. Хэпгуд полагал, что система трёх веков неуместна из-за сосуществования первобытных культур с современными обществами.

### Графтон Эллиот Смит
- Гелиотическая культура, к которой отсылает Графтон Эллиот Смит, опиралась на такие культурные феномены, как мегалиты. Похожие сооружения и методы, видимо, имели линейное территориальное распределение[7]. Он считал, что такие гелиолитические культуры обращались к религиозным обычаям, которые имеют свою особенность, а именно поклонение солнечному божеству, и которые он находил во множестве цивилизаций, что приводило к выводу о распространении подобных идей из одной древней цивилизации[8].
- Расселение первых людей наводило Смита на мысль о том, что человек происходит «от шести чётко определённых типов человечества», которые стали источником для населения Земли[9]. В эти шесть типов он включал австралоидную расу, негроидную расу, монголоиндную расу и три антропологических типа европеоидной расы — альпийский, нордический и средиземноморский[10]. В последнее время эта классификация рассматривается как научный расизм.

### Барри Фелл
Мистери хилл, или Американский Стоунхендж является главным звеном в гипотезе Барри Фелла, согласно которой древние кельты когда-то заселили Новую Англию. Он считает, что это было культовое место кельтских и финикийских мореплаватели, которые были друидами и стали первыми поселенцами на американском континенте. Кроме того, Фелл рассматривает надписи на каменных артефактах и дощечках как следы древнего языка, которые могут быть прослежены до общего источника гойдельских языков.

### Карл Саган
Американский планетолог Карл Саган поддерживал точку зрения о переселении людей из Старого Света в Новый во время последнего ледникового периода, около 11 500 лет назад, когда из-за увеличения полярных ледяных шапок обмелели океаны и обнажился сухопутный мост из Сибири на Аляску.

## В массовой культуре

### Атлантида, Лемурия и Пацифида

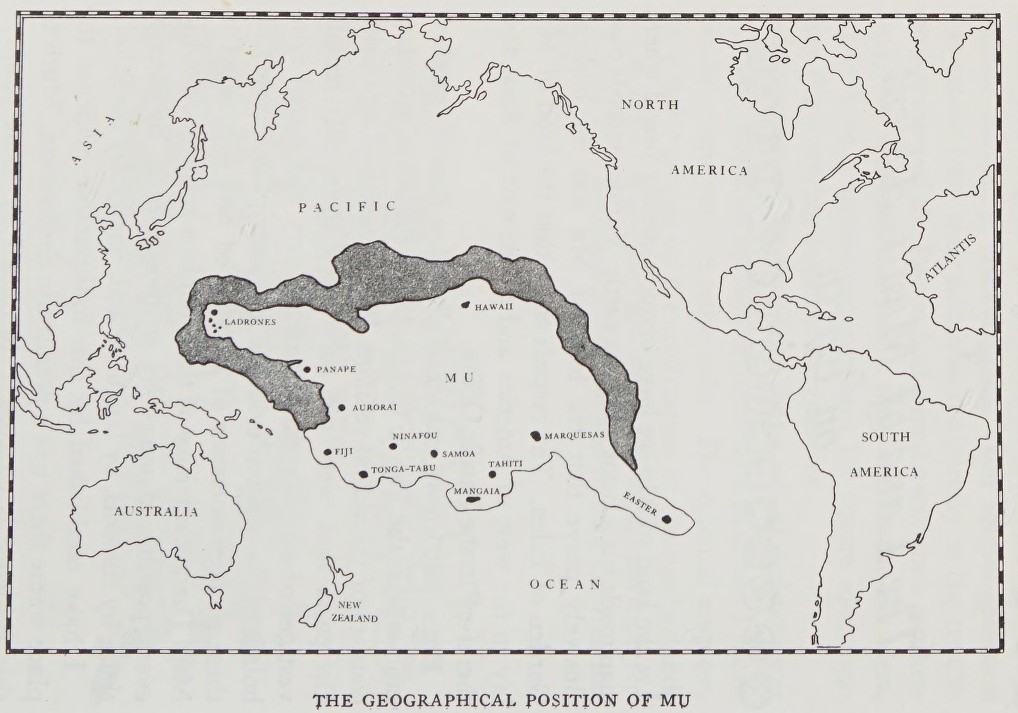
Карта Джеймса Чёрчварда из его книги «Потерянный континент Му» (1927) с гипотетическим расположением Пацифиды

#### Забытые морские цивилизации
Эти две гипотетические древние цивилизации, к которым обращаются гипердиффузионисты, якобы являются источниками для других культур по обе стороны Атлантики. Так же как жители Атлантиды, согласно Смиту, стали поселенцами в Египте, так и в свою очередь Египет выступил малой родиной для цивилизаций Азии, Индии, Китая, Тихого океана и, разумеется, Америки.

### Майя

#### Культура
Чарльз Хэпгуд считал, что пирамиды Южной Америки и Мексики могут свидетельствовать о сходстве этих культур с цивилизацией Древнего Египта. Было также высказано предположение, что древние майя были под сильным влиянием диффузии древнеегипетской социальной и политической культуры и стали высокоразвитой цивилизацией благодаря прибытию жителей погибшей Атлантиды. Кроме того, гипердиффузионисты утверждают, что остатки материальной культуры майя имеют сходство с цивилизацией Древней Греции.

### Религия и мифология

#### Древний Египет
- Чарльз Хэпгуд утверждал, что кроме того, что Древний Египет упоминается в индуистских и буддистских текстах, имеет место сходство божеств, которым поклонялись во всём мире. Кроме того, есть мифы и истории о сотворении мира, которые, как утверждается, восходят к Древнему Египту[19].
- Мумификация рассматривалась Смитом как первейшее свидетельство того, как религиозные представления распространяются в другие культуры[20]. Он считал, что только такая высокоразвитая цивилизация, как Древний Египет, была способна создать подобные верования и затем распространить их через мореплавателей[21].

## Критика гипердиффузионизма

### Этноцентризм и расизм

#### Классификаторство и континуум
Майкл Шермер считает, что для гипердиффузионизма характерно использование расистской таксономии для создания теоретических концепций расового превосходства, которые в действительности являются ещё одним проявлением этноцентризма. Он задаётся вопросом: «как мы можем навешивать ярлыки на чёрных как терпимых или на белых как умных, когда такие категории… на самом деле лучше всего описываются как континуум?». Шермер утверждает, что вера в то, что одна раса или культура превосходит другую, означает крушение культурного развития, и мы не можем отмахнуться от доказательств смешанной наследственности между всеми культурами. Шерман обращается к книге «Колоколообразная кривая: Интеллект и классовая структура американского общества» американских психолога Ричарда Херрнстайна и политолога Чарльза Мюррея как к примеру такого классификаторства, поскольку они попытались разложить цивилизации на расовые категории, где в качестве главного признака выступал интеллект.

## Псевдоархеология

### Фантастическая археология
Критик и археолог Стивен Уильямс использовал высказывание «фантастическая археология» для описания археологических теорий и открытий, которые он определяет как «причудливые археологические толкования». Для них привычно отсутствие артефактов, данных и проверяемых теорий при предъявлении претензий. Глубоко убеждённые сторонники гипердиффузионизма, вроде Чарльза Хэпгуда, обосновывают свою точку зрения утверждениями вроде «как же майя достигли таких показателей […] знание, конечно же, могло быть распространено вавилонянами и египтянами».

### Гипердиффузионизм против независимых исследований

#### Идеология
Антрополог Элис Бек Кехо называет гипердиффузионизм «грубой расистской идеологией» и, соглашаясь, что диффузия культуры возможна через торговлю и взаимоотношения, выступает против того, что цивилизации возникли из одного древнего общества.

#### Культура

##### Спорность диффузии
Этнограф и антрополог А. А. Гольденвейзер писал, что есть основания полагать, что культура независима от других культур, которые существуют одновременно. Кроме того, Гольденвейзер настаивает на том, что поведение первично и что похожие культуры существуют одновременно из-за адаптивных признаков, необходимых для выживания. Гольденвейзер не согласен с гипердиффузионистами, полагая, что «культура не является инфекционным заболеванием» и данных, подтверждающих эту теорию, не выявлено.

## Методы
- Археолог Стивен Уильямс[англ.] в своей статье «И пришли они из-за моря» описывает некоторых гипердиффузионистов, их открытия и как они «проверяют» артефакты, начиная с Гарольда Глэдвина, который при участии Археологического фонда Джила пуэбло[англ.] сделал свои фантастические открытия. Глэдвин был благосклонен к диффузионистской теории, которая повлияла на его методологию датировки артефактов, что дало ему полное право не принимать датировку фольсомской традиции, которая ставила крест на его теории «человек пришёл из Азии в Новый Свет»[32].
- Другим примером являются Циклон Кови и Томас Бент, в частности, их публикации о туксонских артефактах[англ.] и о путешествии римлян в Аризону, опирающиеся на гипердиффузионистскую теорию. Уильямс высмеивает эту теорию в своей книге «Фантастическая археология» (англ. Fantastic Archaeology) и утверждает, что Кови и Бенту не удалось определить точно, каким образом эти артефакты были найдены в Аризоне, поскольку они сосредоточились на самих артефактах и на том, что могло подтвердить их древнеримское происхождение[33]. Всё это дало возможность Майклу Шермеру в своей статье «Теория влияет на наблюдение» в книге «Почему люди верят в странные вещи[англ.]» утверждать, что «теория частично конструирует реальность, а реальность существует независимо от наблюдателя»[34].
- Также Уильямс отмечает, что гипердиффузионисты не в состоянии признать твёрдых археологических методов и/или не принимают во внимание противоречивость данных и контекст находок. Они «пришивают свои находки к любой похожей хронологии или глубокому лингвистическому анализу, который вписывается в их сценарий»[2].